# كارلوس سليم
كارلوس سليم الحلو (بالإسبانية: Carlos Slim)‏ (تلفظ بالإسبانية: ‎/ˈkarlos eˈslim eˈlu/‏)، وُيعرف بـ«كارلوس سلم» من مواليد 28 يناير 1940 بمدينة مكسيكو رجل أعمال مكسيكي من أصل لبناني. يعمل في مجال الاتصالات. وهو أغنى شخص في العالم لعام 2013 حيث بلغت ثروته 73 مليار دولار أمريكي حسب قائمة أغنياء العالم لعام 2013 التي أصدرتها مجلة فوربس الأميركية. وقد احتل كارلوس سليم حلو المرتبة الأولى حسب مجلة فوربس يوم 10 مارس 2011 بثروة قيمتها 57 مليار دولار. وكذلك وحسب ما ورد عن مجلة فوربس الأمريكية عام 2012 أنّ أغنى رجل بالعالم هو كارلوس سليم حلو والذي نقدر ثروته بــ 69 مليار دولار. حيث أصبح سليم الرجل الاغنى بالعالم لثلاث سنوات على التوالي حسب ما أفادت به مجلة (فوربس).

## النشأة
كان والده (يوسف سليم) مسيحي ماروني من جزين جنوب لبنان وعرف بالمكسيك باسم «جوليان سليم حداد»، هاجر عام 1902 إلى مدينة مكسيكو هرباً من تجنيد العثمانيين، في عام 1911 فتح محلا باسم (نجمة الشرق)، وتزوج من ليندا الحلو ابنة أحد اللبنانيين الأغنياء التي اشتهرت بإنشائها أول صحيفة لبنانية في المكسيك، رزق منها بستة أطفال وكان كارلوس الحلو الطفل الخامس. بدأ كارلوس مساعدة والده منذ سن الثامنة حتى وفاة والده عام 1952.

## التعلم
درس كارلوس الهندسة في الجامعة الوطنية المستقلة في المكسيك وأكمل دراسته عام 1961 وتخرج كمهندس، وفي سن السادسة والعشرين قدرت ثروته بـ 40 مليون دولار.

## الحالة الأسرية
في عام 1967 تزوج من سمية ضومط الجميل وهي أيضاً مكسيكية لبنانية وابنة لعائلة غنية رزق منها بستة أطفال أيضاً، وظلا متزوجين حتى توفيت عام 1999 بمرض السرطان.

## انتقادات
تتسبب ثروة كارلوس الأخذة في الارتفاع جدلاً واسعاً حيث إن نصيب الفرد من الدخل في المكسيك لا يتجاوز 14500 $ في السنة، وحوالي 17% من السكان يعيشون في فقر، ويقول المنتقدون أن كارلوس محتكر لأن شركته تلميكس تسيطر على 90% من سوق الهاتف الثابت في المكسيك وتقدر ثروة سليم بما يعادل تقريباً 5% من الناتج الاقتصادي السنوي للمكسيك. بَيد أن ثروته تراجعت بعد أن أقر الكونغرس المكسيكي مشروع قانون، لينهي بذلك احتكار شركة كارلوس سليم أمريكا موفيل' في السوق.

## وصلات خارجية
- كارلوس سليم على موقع الموسوعة البريطانية (الإنجليزية)
- كارلوس سليم على موقع الموسوعة البريطانية (الإنجليزية)
- كارلوس سليم على موقع مونزينجر (الألمانية)
- كارلوس سليم على موقع إن إن دي بي (الإنجليزية)

- الموقع الرسمي